# Acheloös (rivier)
De Acheloos (Grieks: Ἀχελώιος of Ἀχελῷος, Achelóös, in de volksmond ook wel Aspropótamos, d.i. “Witte rivier” genoemd) is een rivier in het westen van Griekenland. Het is na de Aliakmonas de langste rivier die geheel over Grieks grondgebied stroomt en bovendien de waterrijkste. 
Hij ontspringt op de westelijke flanken van het Pindosgebergte, niet ver van Metsovo, stroomt hoofdzakelijk in zuidelijke richting en mondt met een delta uit in de Ionische Zee, ten westen van Mesolongi. In de bovenloop legde men stuwmeren met elektrische centrales aan.

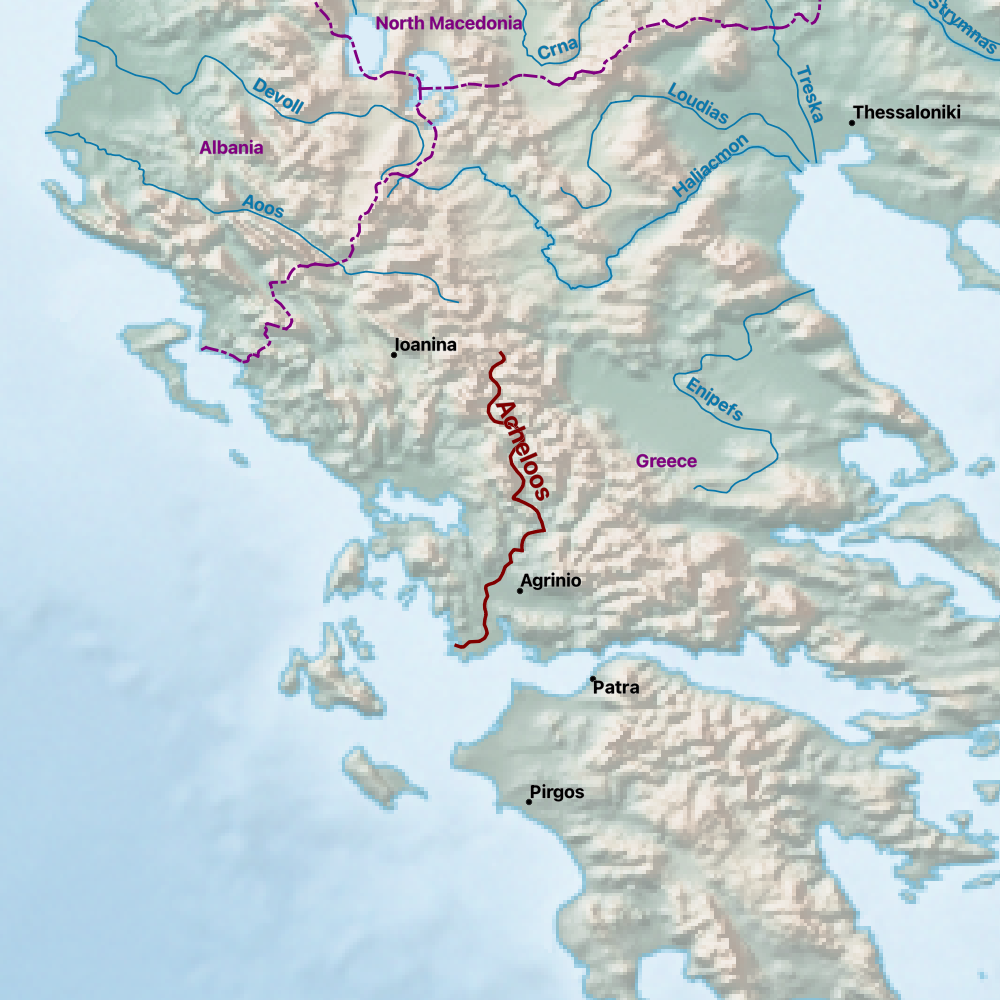
Loop van de Acheloös

In de Griekse mythologie speelde de stroomgod van de Achelous een belangrijke rol, onder meer in sagenkring rond Herakles. Hij werd in de Griekse beeldende kunsten voorgesteld als een waterslang óf als een stier, met het bovenlijf van een mens en de hoorns van een stier. De rivier werd gevormd door Niobes tranen.
De vallei maakt sinds 2018 deel uit van het Nationaal park Tzoumerka, Acheloösvallei, Agrafa en Meteora.
- Bibliothèque nationale de France: cb15096056s (data)
- Gemeinsame Normdatei: 4479346-7
- Library of Congress Control Number: sh86002974
- Nationale Bibliotheek van Israël: 987007551093305171
- Virtual International Authority File: 315128334